# Hocquigny
Hocquigny est une commune française, située dans le département de la Manche en région Normandie, peuplée de 194 habitants.

## Géographie
Couvrant 305 hectares, le territoire d'Hocquigny était le moins étendu du canton de La Haye-Pesnel.
Le territoire est traversé par le Thar, le Nélet et la Cotonnière.
| Folligny (comm. ass. du Mesnil-Drey)                        | Folligny              | Équilly        |
| Folligny (comm. ass. du Mesnil-Drey)                        | Hocquigny             | La Haye-Pesnel |
| Folligny (comm. ass. du Mesnil-Drey), La Lucerne-d'Outremer | La Lucerne-d'Outremer | La Haye-Pesnel |

### Hydrographie
La commune est située dans le bassin Seine-Normandie. Elle est drainée par le Thar, le cours d'eau 01 de la commune de Folligny, le cours d'eau 02 de la commune de Folligny et le Nelet,,.
Le Thar, d'une longueur de 25 km, prend sa source dans la commune de La Mouche et se jette  dans le golfe de Saint-Malo à Saint-Pair-sur-Mer, après avoir traversé onze communes. 

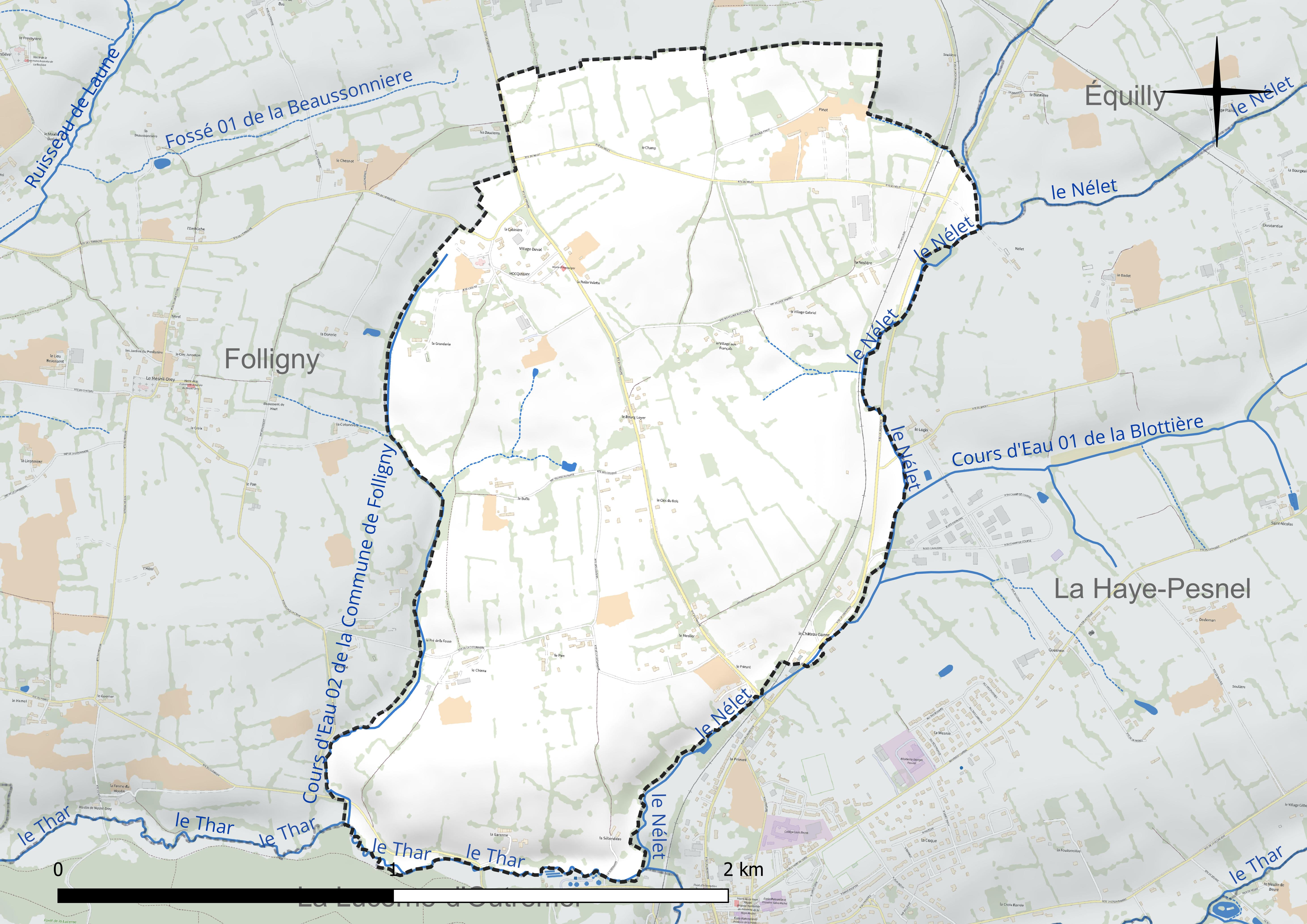
Réseau hydrographique de Hocquigny.

### Climat
Pour des articles plus généraux, voir Climat de la Normandie et Climat de la Manche.
En 2010, le climat de la commune est de type climat océanique franc, selon une étude du CNRS s'appuyant sur une série de données couvrant la période 1971-2000. En 2020, Météo-France publie une typologie des climats de la France métropolitaine dans laquelle la commune est exposée à un climat océanique et est dans la région climatique « Normandie (Cotentin, Orne) » et « Bretagne orientale et méridionale, Pays nantais, Vendée »0. Parallèlement le GIEC normand, un groupe régional d’experts sur le climat, différencie quant à lui, dans une étude de 2020, trois grands types de climats pour la région Normandie, nuancés à une échelle plus fine par les facteurs géographiques locaux. La commune est, selon ce zonage, exposée à un « climat maritime », correspondant au Cotentin et à l'ouest du département de la Manche, frais, humide et pluvieux, où les contrastes pluviométrique et thermique sont parfois très prononcés en quelques kilomètres quand le relief est marqué.
Pour la période 1971-2000, la température annuelle moyenne est de 10,8 °C, avec une amplitude thermique annuelle de 12,2 °C. Le cumul annuel moyen de précipitations est de 981 mm, avec 14,1 jours de précipitations en janvier et 8,8 jours en juillet. Pour la période 1991-2020, la température moyenne annuelle observée sur la station météorologique la plus proche, située sur la commune de Longueville à 12 km à vol d'oiseau, est de 11,9 °C et le cumul annuel moyen de précipitations est de 802,4 mm,. Pour l'avenir, les paramètres climatiques de la commune estimés pour 2050 selon différents scénarios d’émission de gaz à effet de serre sont consultables sur un site dédié publié par Météo-France en novembre 2022.

## Urbanisme

### Typologie
Au 1er janvier 2024, Hocquigny est catégorisée commune rurale à habitat très dispersé, selon la nouvelle grille communale de densité à sept niveaux définie par l'Insee en 2022.
Elle est située hors unité urbaine. Par ailleurs la commune fait partie de l'aire d'attraction de Granville, dont elle est une commune de la couronne,. Cette aire, qui regroupe 34 communes, est catégorisée dans les aires de moins de 50 000 habitants,.

### Occupation des sols
L'occupation des sols de la commune, telle qu'elle ressort de la base de données européenne d’occupation biophysique des sols Corine Land Cover (CLC), est marquée par l'importance des territoires agricoles (99 % en 2018), une proportion identique à celle de 1990 (99 %). La répartition détaillée en 2018 est la suivante : zones agricoles hétérogènes (60,8 %), prairies (31,9 %), terres arables (6,3 %), zones urbanisées (0,8 %), forêts (0,2 %). L'évolution de l’occupation des sols de la commune et de ses infrastructures peut être observée sur les différentes représentations cartographiques du territoire : la carte de Cassini (XVIIIe siècle), la carte d'état-major (1820-1866) et les cartes ou photos aériennes de l'IGN pour la période actuelle (1950 à aujourd'hui).

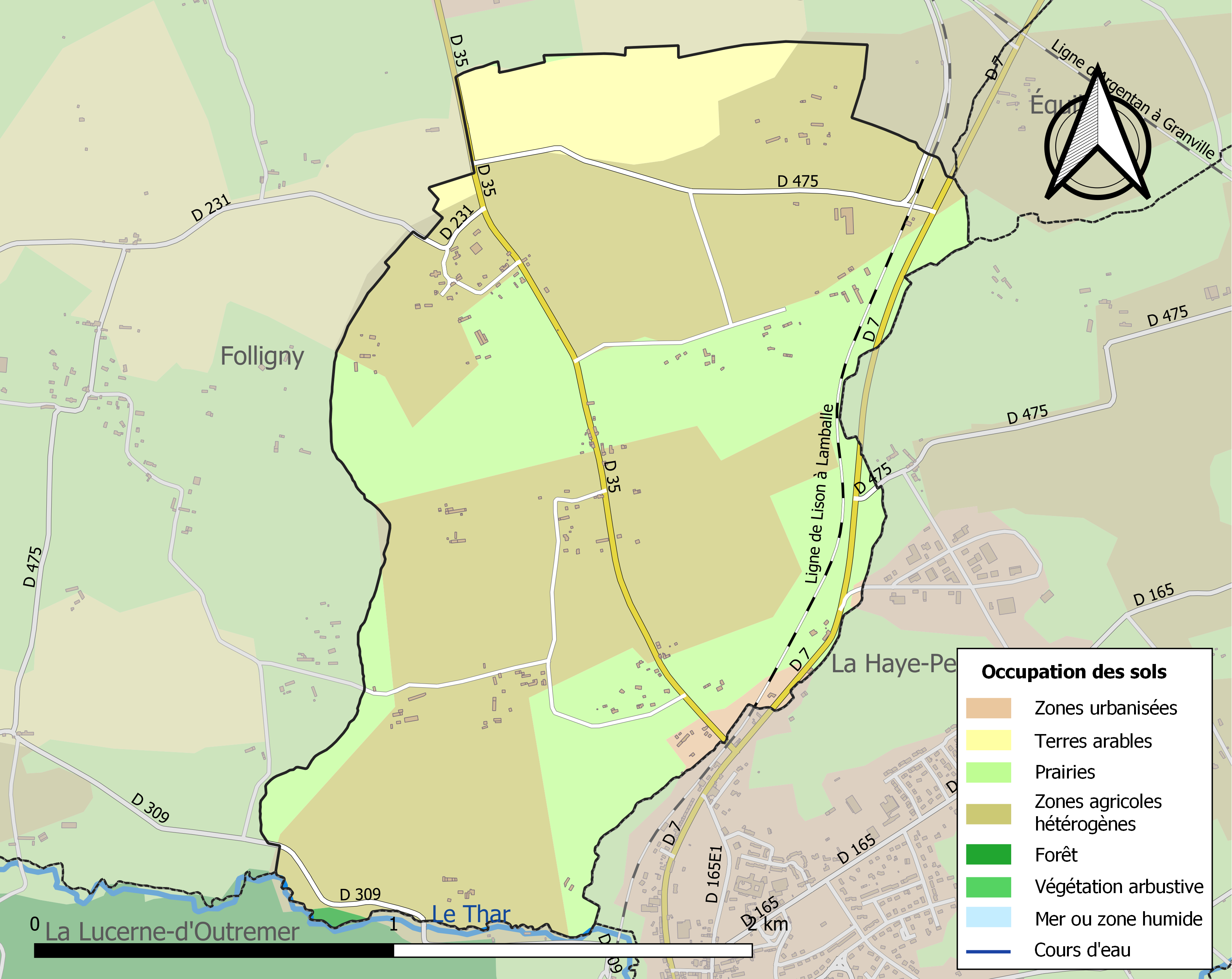
Carte des infrastructures et de l'occupation des sols de la commune en 2018 (CLC).

## Toponymie
Le nom de la localité est attesté sous les formes terra Hoquinne au XIIe siècle, Uchinneio en 1172, Hoqueneum en 1248, Houquigné en 1349 et Houquigny en 1401.
Le toponyme serait issu d'un anthroponyme, roman tel que Hucco, ou germanique tel que Hokki ou Hupikin.
Le gentilé est Hocquignais.

## Histoire
Hocquigny se situait au carrefour des anciennes voies romaines Renne (Condate), Avranches (Legedia), Coutances (Cosedia), Valognes (Alauna), ainsi que de chemins montois.
Lors de la Révolution, Louis-Jean Baptiste Dupont et Pierre Pinot, tous deux laboureurs, furent les députés d'Hocquigny à la signature des cahiers de doléances et à l'assemblée primaire du canton de La Haye-Pesnel.
Selon une tradition orale, sous Louis XIV, une épidémie de peste aurait sévi dans la région. La paroisse aurait été durement touchée puisqu'il n'y aurait eu que six survivants. Ceux-ci se marièrent entre eux, de ce fait, les habitants d'Hocquigny auraient été surnommés « les Cousins »[réf. à confirmer].
Hocquigny est traversée par la D 35, une des voies empruntée par l'armée américaine du général Patton , le 30 juillet 1944, lors de la percée d'Avranches (opération Cobra). Après l'arrivée des Américains le 30 juillet 1944, un dépôt de munitions est installé sur la commune. Il est bombardé par les Allemands les 6 et 7 août[réf. à confirmer].

## Politique et administration
| Période                                  | Période  | Identité                 | Étiquette | Qualité                 |
| ---------------------------------------- | -------- | ------------------------ | --------- | ----------------------- |
| …1795                                    | 1808     | François Duval-Duprey    |           |                         |
| 1808                                     | 1809     | Gabriel Jean Von         |           |                         |
| 1809                                     | 1818     | Nicolas Guillaume Pinot  |           |                         |
| 1818                                     | 1831     | Charles-Louis Pinot      |           |                         |
| 1831                                     | 1841     | François Duval-Granderie |           |                         |
| 1841                                     | 1874     | René Lemains             |           |                         |
| 1874                                     | 1908     | Désiré Armand Lemains    |           |                         |
| 1908                                     | 1918     | Jules Marie Danguy       |           |                         |
| 1918                                     | 1924     | Henri Marie Danguy       |           |                         |
| 1924                                     | 1933     | Amand Bedouin            |           |                         |
| 1933                                     | 1938     | Adolphe Pinot            |           |                         |
| 1938                                     | 1947     | Edmond Fizel             |           |                         |
| 1947                                     | 1959     | Bernard Fizel            |           |                         |
| 1959                                     | 1994     | Arsène Pinot             |           |                         |
| 1994                                     | 2020     | Claude Lenoan            | SE        | VRP du secteur agricole |
| 2020                                     | En cours | Arnaud Martinet          |           | Agriculteur             |
| Les données manquantes sont à compléter. |          |                          |           |                         |

Le conseil municipal est composé de onze membres dont le maire et deux adjoints.

## Démographie
L'évolution du nombre d'habitants est connue à travers les recensements de la population effectués dans la commune depuis 1793. Pour les communes de moins de 10 000 habitants, une enquête de recensement portant sur toute la population est réalisée tous les cinq ans, les populations de référence des années intermédiaires étant quant à elles estimées par interpolation ou extrapolation. Pour la commune, le premier recensement exhaustif entrant dans le cadre du nouveau dispositif a été réalisé en 2008.
En 2022, la commune comptait 194 habitants, en évolution de +5,43 % par rapport à 2016 (Manche : −0,31 %, France hors Mayotte : +2,11 %).
Hocquigny a compté jusqu'à 384 habitants en 1821.
| 1793 | 1800 | 1806 | 1821 | 1831 | 1836 | 1841 | 1846 | 1851 |
| ---- | ---- | ---- | ---- | ---- | ---- | ---- | ---- | ---- |
| 362  | 217  | 253  | 384  | 338  | 366  | 323  | 354  | 357  |

| 1856 | 1861 | 1866 | 1872 | 1876 | 1881 | 1886 | 1891 | 1896 |
| ---- | ---- | ---- | ---- | ---- | ---- | ---- | ---- | ---- |
| 343  | 334  | 300  | 283  | 269  | 253  | 258  | 259  | 243  |

| 1901 | 1906 | 1911 | 1921 | 1926 | 1931 | 1936 | 1946 | 1954 |
| ---- | ---- | ---- | ---- | ---- | ---- | ---- | ---- | ---- |
| 222  | 223  | 171  | 180  | 186  | 181  | 177  | 190  | 206  |

| 1962 | 1968 | 1975 | 1982 | 1990 | 1999 | 2006 | 2008 | 2013 |
| ---- | ---- | ---- | ---- | ---- | ---- | ---- | ---- | ---- |
| 205  | 171  | 153  | 148  | 139  | 144  | 177  | 186  | 184  |

| 2018 | 2022 | - | - | - | - | - | - | - |
| ---- | ---- | - | - | - | - | - | - | - |
| 183  | 194  | - | - | - | - | - | - | - |

## Lieux et monuments
- Église Saint-Pierre (XVIe, XVIIe – XVIIIe siècles) refaites au XVIIIe siècle, et fenêtres du chœur XVIe siècle. Cette église dépend de la paroisse Saint-Pierre-et-Saint-Paul du doyenné du Pays de Granville-Villedieu[31]. Elle abrite quelques œuvres classées au titre objet aux monuments historiques[32].

En 1682, Gilles Lescolace († 1707), curé prieur d'Hocquigny fit reconstruire l'église et créa en 1698 la Confrérie du Saint Nom de Jésus.
Elle abrite une cloche (1682), un groupe sculpté saint Michel terrassant le dragon (XVIIe), maître-autel, retable, portes, boiseries et chandeliers (XVIIIe), tabernacle (XVIe), œuvres classées en 1977 au titre objet aux monuments historiques, cadran solaire (XVIe), fonts baptismaux (XVIIe), et de nombreuses statues dont saint Pierre (XVe) et une verrière (XXe).
- Ancien prieuré Saint-Maur ou Hostel-Dieu d'Hocquigny (XIIe – XIIIe siècles) appelé également la maison-Dieu de la Haye, était un ensemble situé dans le vallon du ruisseau du Nélet, un affluent du Thar, à proximité de l'ancien château Ganne. Il fut fondé au XIIIe siècle par Foulques Paynel, seigneur d'Hambye et fut uni dès 1235 à l’hospice Saint-Jacques du Repas, fondé par Henry Murdrac. Le prieuré sera détruit à la fin des années 1920 et les vestiges furent inscrits au titre des monuments historiques le 9 janvier 1929[34]. Les restes sont supprimés dans les années 1950.
- Croix de chemin dite Croix montoise (XVIe siècle).
- Croix de cimetière (XIXe siècle).

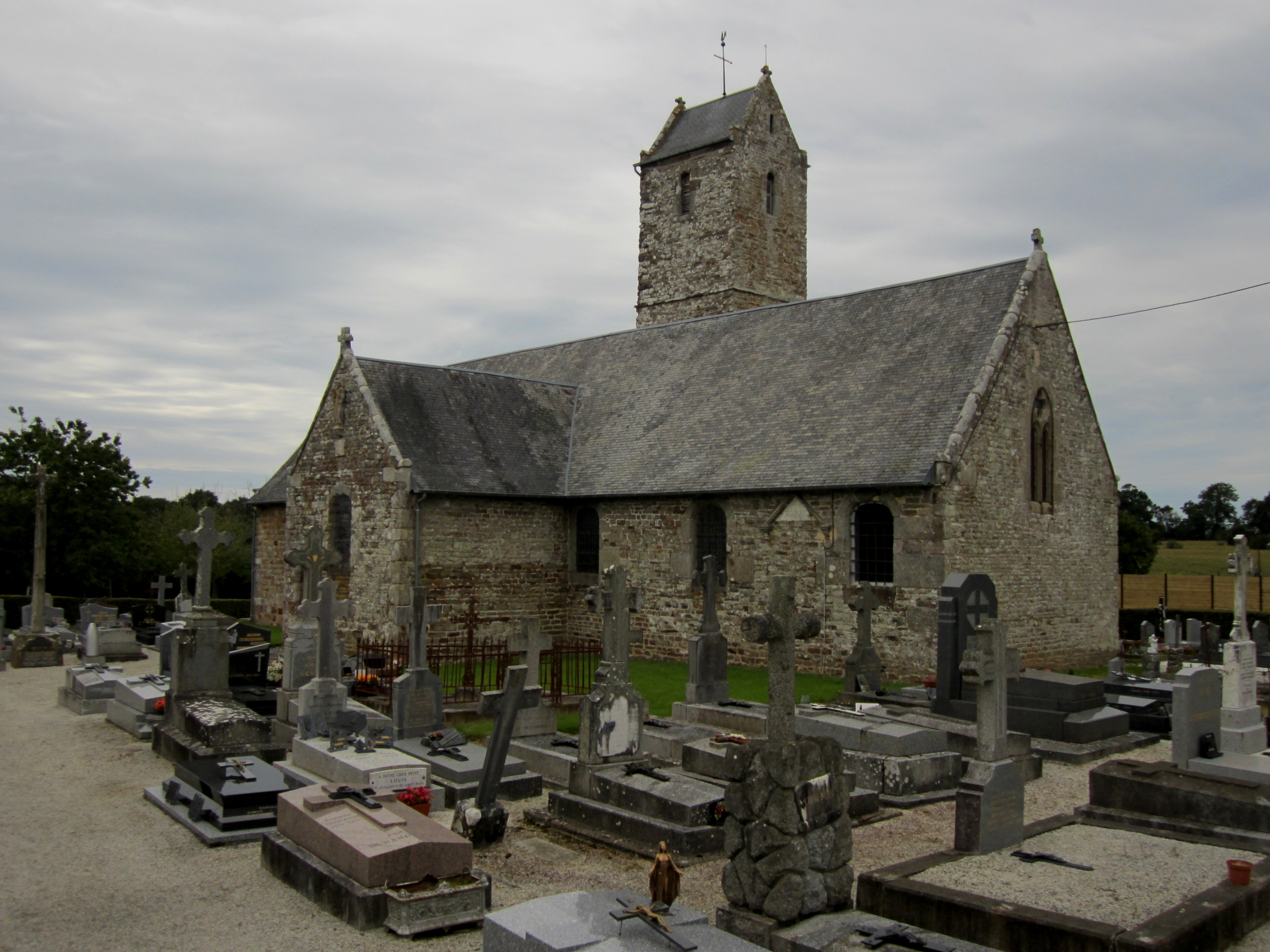
L’église Saint-Pierre.
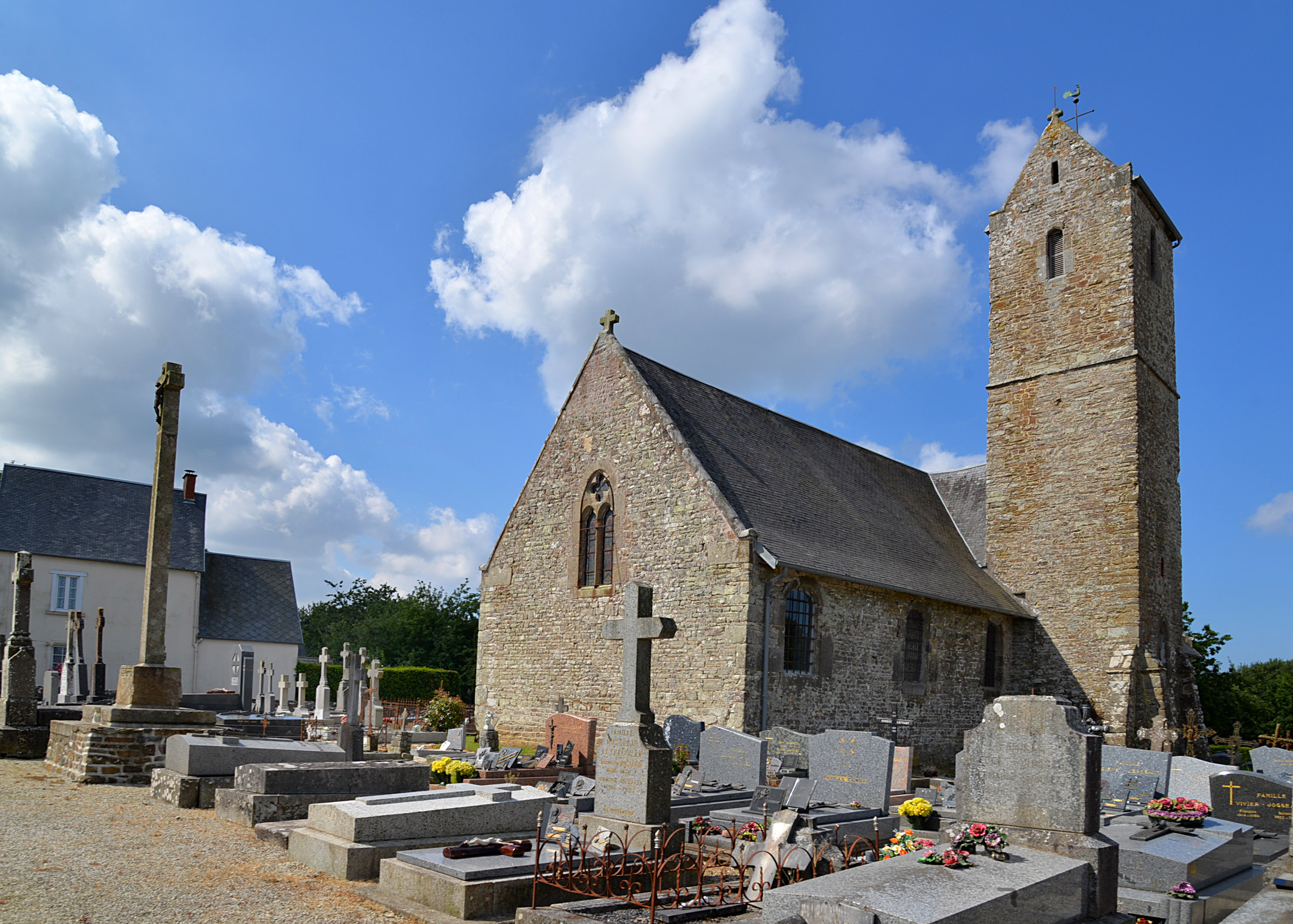
L’église Saint-Pierre.
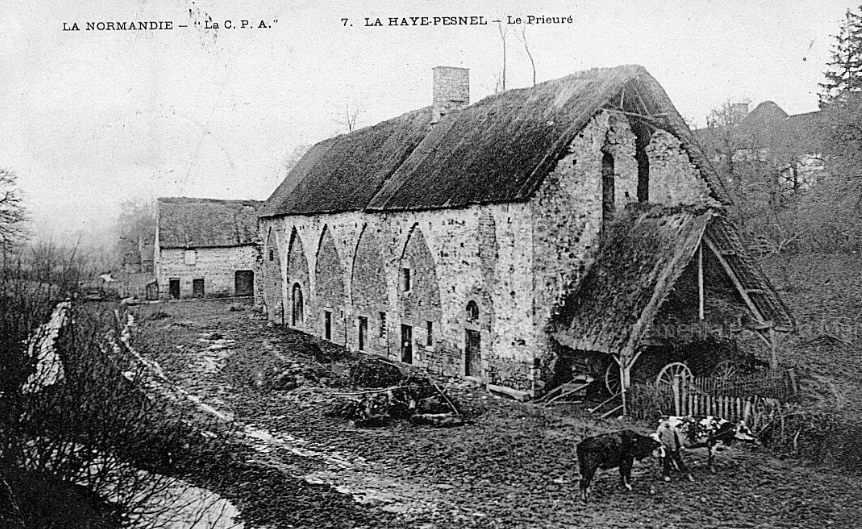
L’ancien prieuré Saint-Maur.
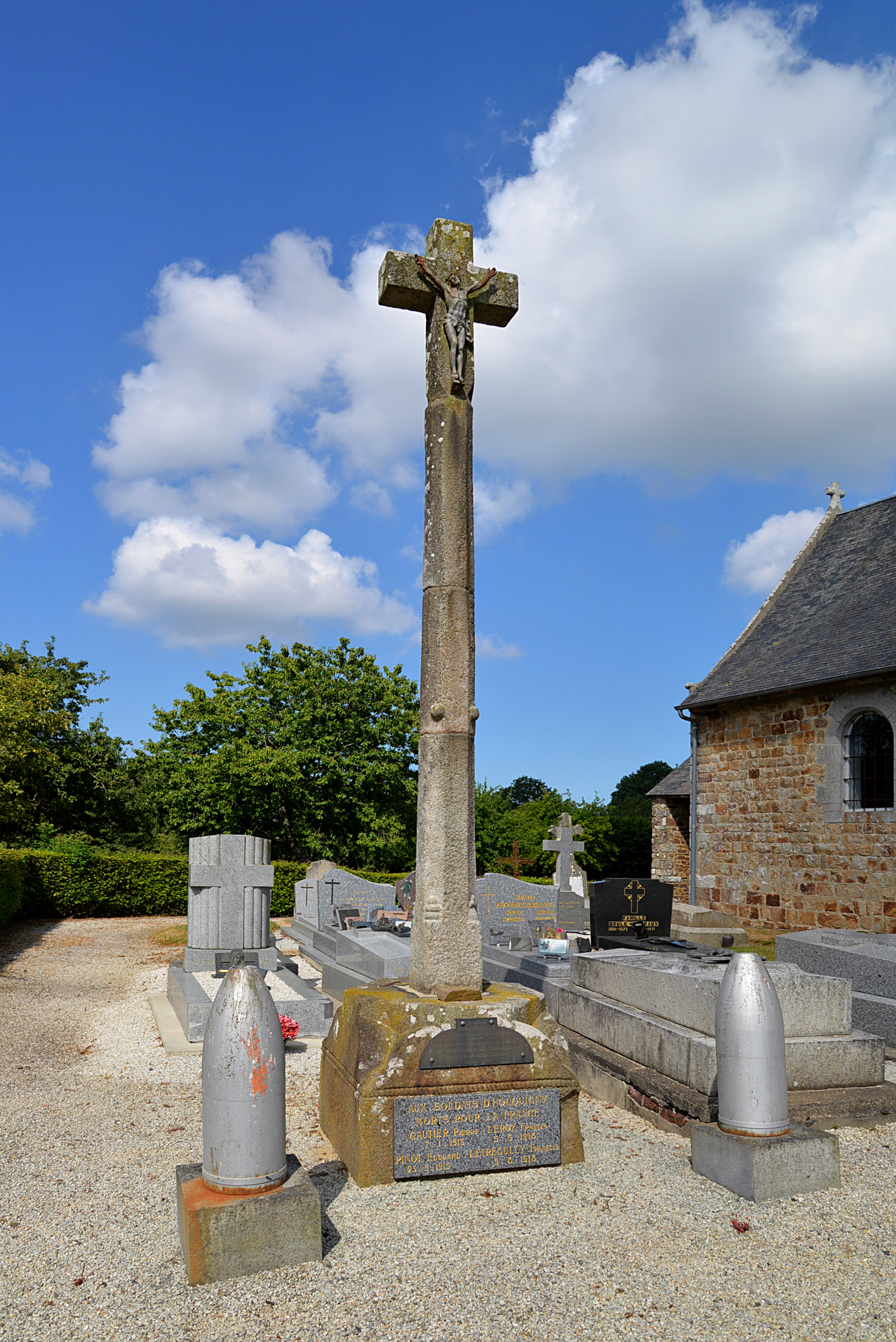
Le monument aux morts.

## Activité et manifestations
- Comité des fêtes Saint-Gratien (1er dimanche de mai).